# Macho (film, 1993)
Pour les articles homonymes, voir Macho.
Pour plus de détails, voir Fiche technique et Distribution.

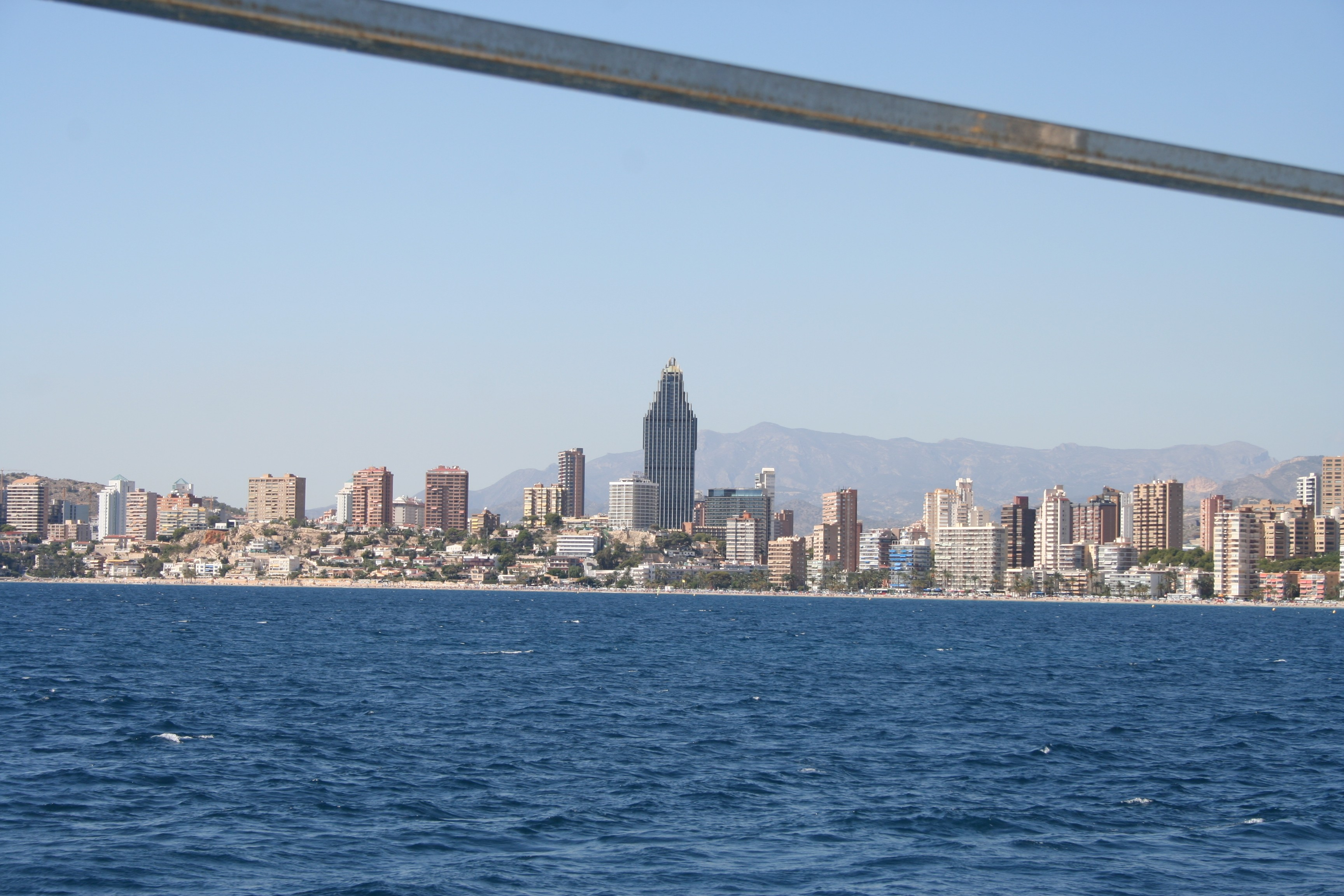
Le chantier du Gran Hotel Bali, à Benidorm (Province d'Alicante), a servi de décor pour figurer la construction de la Torre Gonzalez, projet mégalomane du protagoniste et métaphore phallique de l'arrivisme.

Macho (titre original : Huevos de oro; signifiant en espagnol Œufs en or, soit littéralement Couilles en or) est un film hispano-italo-français réalisé par Bigas Luna. Le film, tourné en 1993, est sorti en Espagne le 24 septembre 1993 et en France le 2 mars 1994.

## Synopsis
Un jeune homme, Benito González, sorti du service militaire, travaille comme ouvrier en maçonnerie à Melilla. Abandonné par sa fiancée, il rentre en Espagne et décide de se lancer, sans argent mais doté d'une ambition à toute épreuve, dans la spéculation immobilière. Séducteur et grand amateur de femmes, Benito use entre autres de ses capacités sexuelles pour atteindre ses buts; il réussit à épouser la fille d'un riche banquier qui finance ses projets, notamment la construction d'un gigantesque gratte-ciel. Après une ascension sociale fulgurante, l'arriviste Benito connaît cependant une chute tout aussi rapide.

## Fiche technique
- Pays :  Espagne,  Italie,  France
- Année de production : 1993
- Durée : 95 minutes
- Réalisation : Bigas Luna
- Scénario : Bigas Luna, Cuca Canals
- Photographie : José Luis Alcaine
- Musique : Nicola Piovani
- Producteurs : Andrés Vicente Gómez, Aurelio De Laurentiis, Xavier Gélin

## Distribution
- Javier Bardem : Benito González
- Maria de Medeiros : Marta (la femme)
- Maribel Verdú : Claudia (l'amante)
- Élisa Tovati : Rita (le premier amour)
- Raquel Bianca : Ana (la croqueuse d'homme)
- Alessandro Gassman : l'ami de Melilla
- Benicio del Toro : l'ami de Miami
- Francesco Maria Dominedò : la mouche
- Albert Vidal : le beau-père